# Resolution 1967 des UN-Sicherheitsrates
Die Resolution 1967 des UN-Sicherheitsrates ist eine Resolution, die der Sicherheitsrat der Vereinten Nationen am 19. Januar 2011 einstimmig beschloss. Sie beschäftigt sich mit der Situation in der Regierungskrise in der Elfenbeinküste.

## Inhalt
Der Sicherheitsrat erhöhte die Anzahl der Soldaten der Opération des Nations Unies en Côte d’Ivoire (ONUCI) um 2.000 auf 11.800 Mann.
Außerdem forderte der Sicherheitsrat alle beteiligten Parteien auf die Bewegungsfreiheit und die Sicherheit der ONUCI zu respektieren. Zusätzlich wurden die Medien des Landes, speziell der damalige Staatssender Radiodiffusion-Télévision ivoirienne (RTI), aufgefordert das Senden von Falschmeldungen über die ONUCI zu unterlassen.

## Folgen
Der ukrainische Präsident Wiktor Janukowytsch verkündete bei einem Treffen des Nationalen Sicherheits- und Verteidigungsrat der Ukraine am 2. Februar die Versetzung ukrainischer UN-Soldaten von Liberia an die Elfenbeinküste und bezog sich dabei auf die Resolution 1967.